# Bernreuth (Auerbach)
Bernreuth ist ein Gemeindeteil der Oberpfälzer Stadt Auerbach in der Oberpfalz im Landkreis Amberg-Sulzbach in Bayern.
Das Dorf entstand im Südosten von Auerbach ca. 500 m nordwestlich des alten Ortes Bernreuth der damaligen Gemeinde Ebersberg. Die erste Besiedlungswelle erfolgte ab 1936, nachdem die Bewohner des alten Bernreuth für den Bau eines Arbeitslagers abgelöst wurden. Die zweite Welle der Zusiedler begann, nachdem der Antrag der amerikanischen Besatzungsmacht an die Bayerische Staatskanzlei, den Truppenübungsplatz Grafenwöhr um 46,574 ha nach Westen zu erweitern, von der Bayerischen Staatsregierung 1953 genehmigt worden war. Die ersten Häuser wurden dort bereits 1938 errichtet, als frühere Bewohner von Bernreuth und dann auch Vertriebene, die in dem Flüchtlingslager bei Bernreuth eine vorläufige Unterkunft gefunden hatten, sich nach Auerbach orientierten. In dem Gemeindeteil stehen heute ca. 56 Häuser.